# Liste des aires protégées de Chine
La Chine possède différentes aires protégées.

## Parcs nationaux
La Chine possède 225 parcs nationaux en 2013.

## Aires protégées par province

### Pékin
- Parc des Bambous Pourpres à Pékin

### Heilongjiang
- Réserve naturelle nationale de Nanwenghe 南瓮河国家级自然保护区.

### Xinjian
- Réserve de Taxkorgan

### Hong Kong
- Hong Kong Unesco Global Geopark

## Aires protégées par des conventions internationales

### Réserves de biosphère
La Chine possède 34 réserves de biosphère reconnues par l'Unesco.

### Sites Ramsar
La convention de Ramsar est entrée en vigueur en Chine le 31 juillet 1992.
En janvier 2020, le pays compte 57 sites Ramsar, couvrant une superficie de 69 485,92 km2.

### Patrimoine mondial
En 2019, la Chine compte 14 sites naturels  et 4 sites mixtes inscrits au patrimoine mondial.